# CA Talleres (Córdoba)
Club Atlético Talleres (wym. [ˈkluβ aˈtletiko taˈʎeɾes]) – argentyński klub sportowy (znany głównie z sekcji piłki nożnej) z siedzibą w mieście Córdoba, stolicy prowincji Córdoba. Występuje w rozgrywkach Primera División. Domowe mecze rozgrywa na obiekcie Estadio Mario Alberto Kempes.
W mieście klub rozgrywa derbowe mecze ze swym największym rywalem – zespołem CA Belgrano.

## Osiągnięcia
- Mistrz drugiej ligi argentyńskiej: 1997/98
- Zdobywca Copa CONMEBOL: 1999
- Zdobywca Copa Hermandad: 1977
- Start w pucharach międzynarodowych: Copa Mercosur 2001, Copa Libertadores 2002.

## Historia
Klub założony został w roku 1913 pod nazwą Atlético Talleres Central Córdoba, przez pracowników kolejowych Central Córdoba, wspieranych w swym zamiarze przez własną firmę. W roku 1914 klub przystąpił do lokalnej ligi w mieście Córdoba, a w 1925 do równoległej narodowej ligi amatorskiej, a potem do drugiej ligi amatorskiej.
Wraz z nadejściem profesjonalnego futbolu w 1931 klub przeszedł na zawodowstwo, lecz w 1938 spadł do drugiej ligi argentyńskiej, gdzie został do roku 1960, w którym klub spadł aż do trzeciej ligi.
Trzy sezony później klub wrócił do drugiej ligi (Primera B), lecz w 1967), wraz z reorganizacją niższych lig, spadł w 1968 do trzeciej ligi (Primera C) na 2 sezony.
W latach 70. i 80. XX wieku klub wędrował między pierwszą, drugą i trzecią ligą, zajmując drugie miejsce w pierwszej lidze w 1977 i trzecie w 1980. Luis Ludueña w 1976 z 12 golami oraz José Reinaldi w 1978 z 18 golami zostali królami strzelców pierwszej ligi argentyńskiej.
Talleres ponownie awansował do pierwszej ligi argentyńskiej Primera División Argentina (Primera A) po zwycięstwie w 1993/94 i wrócił do drugiej ligi po słabiutkim występie w sezonie 1994/95. W sezonie 1995/96 klub wygrał drugoligowy turniej Clausura, jednak mecz o mistrzostwo drugiej ligi przegrał w starciu z Huracán Corrientes.
W meczach finałowych drugiej ligi z odwiecznym rywalem Belgrano Córdoba, nazwanych przez kibiców „finałem Milenium „, Talleres rzutami karnymi zdobył swój pierwszy argentyński tytuł - mistrza drugiej ligi argentyńskiej (Primera B Nacional Argentina) w sezonie 1997/98, awansując jednocześnie do pierwszej ligi.
W 1999 Talleres wystąpił w ostatniej edycji Copa CONMEBOL, docierając aż do finału, w którym zmierzyli się z zespołem CSA Maceió. Po porażce 4:2 na wyjeździe, wygrana 3:0 na własnym stadionie dała klubowi pierwszy międzynarodowy puchar - największą zdobycz w historii.
Późniejsze dobre występy w pierwszej lidze spowodowały, że Talleres w roku 2001 wystąpił w pucharze Copa Mercosur, a w roku 2002 w Copa Libertadores. W Copa Mercosur w pierwszej fazie klub trafił na niezwykle trudnych rywali - São Paulo, Vélez Sarsfield Buenos Aires oraz Peñarol Montevideo. Zespół spisał się znakomicie i wygrał grupę bez porażki, awansując do ćwierćfinału. Tutaj czekała kolejna niezwykle trudna przeszkoda - Grêmio Porto Alegre. Gdy w pierwszym meczu w Porto Alegre padł remis 0:0, nadzieje na półfinał wydawały się bardzo realne. W rewanżu wynik bezbramkowy utrzymywał się do 59 minuty, kiedy to Ribens Cardoso zdobył prowadzenie dla rywali. Ambitna gra i ataki na bramkę brazylijską nie dały rezultatu, a w 90 minucie kontra gości dobiła drużynę Talleres kończąc mecz wynikiem 0:2. W Copa Libertadores klub zagrał słabo i odpadł już w fazie grupowej.
Pomimo trzeciego miejsca w sezonie 2003/04 klub spadł do drugiej ligi ze względu na słabe rezultaty w lidze w dwóch poprzednich sezonach. Stało się to skutkiem przegranych barażów z Argentinos Juniors Buenos Aires.
Talleres de Córdoba ma obecnie więcej niż 50000 członków.

## Aktualny skład
Stan na 1 września 2022.
| Nr | Poz. | Piłkarz          |
| -- | ---- | ---------------- |
| 1  | BR   | Alan Aguerre     |
| 2  | OB   | Rafael Pérez     |
| 3  | OB   | Lucas Suárez     |
| 4  | OB   | Matías Catalán   |
| 5  | PO   | Favio Álvarez    |
| 7  | NA   | Diego Valoyes    |
| 8  | OB   | Julio Buffarini  |
| 9  | NA   | Michael Santos   |
| 10 | NA   | Héctor Fértoli   |
| 11 | NA   | Federico Girotti |
| 12 | BR   | Franco Fragueda  |
| 13 | OB   | Julián Malatini  |
| 15 | OB   | Enzo Díaz        |

| Nr | Poz. | Piłkarz                 |
| -- | ---- | ----------------------- |
| 16 | PO   | Rodrigo Garro           |
| 17 | PO   | Christian Oliva         |
| 18 | PO   | Rodrigo Villagra        |
| 19 | NA   | Francisco Pizzini       |
| 21 | OB   | Ángelo Martino          |
| 22 | BR   | Guido Herrera (kapitan) |
| 23 | PO   | Alan Franco             |
| 24 | PO   | Santiago Toloza         |
| 27 | NA   | Kevin Pereira           |
| 29 | OB   | Gastón Benavídez        |
| 30 | PO   | Ulises Ortegoza         |
| 32 | PO   | Matías Esquivel         |
| 38 | NA   | Matías Godoy            |